# Diorit

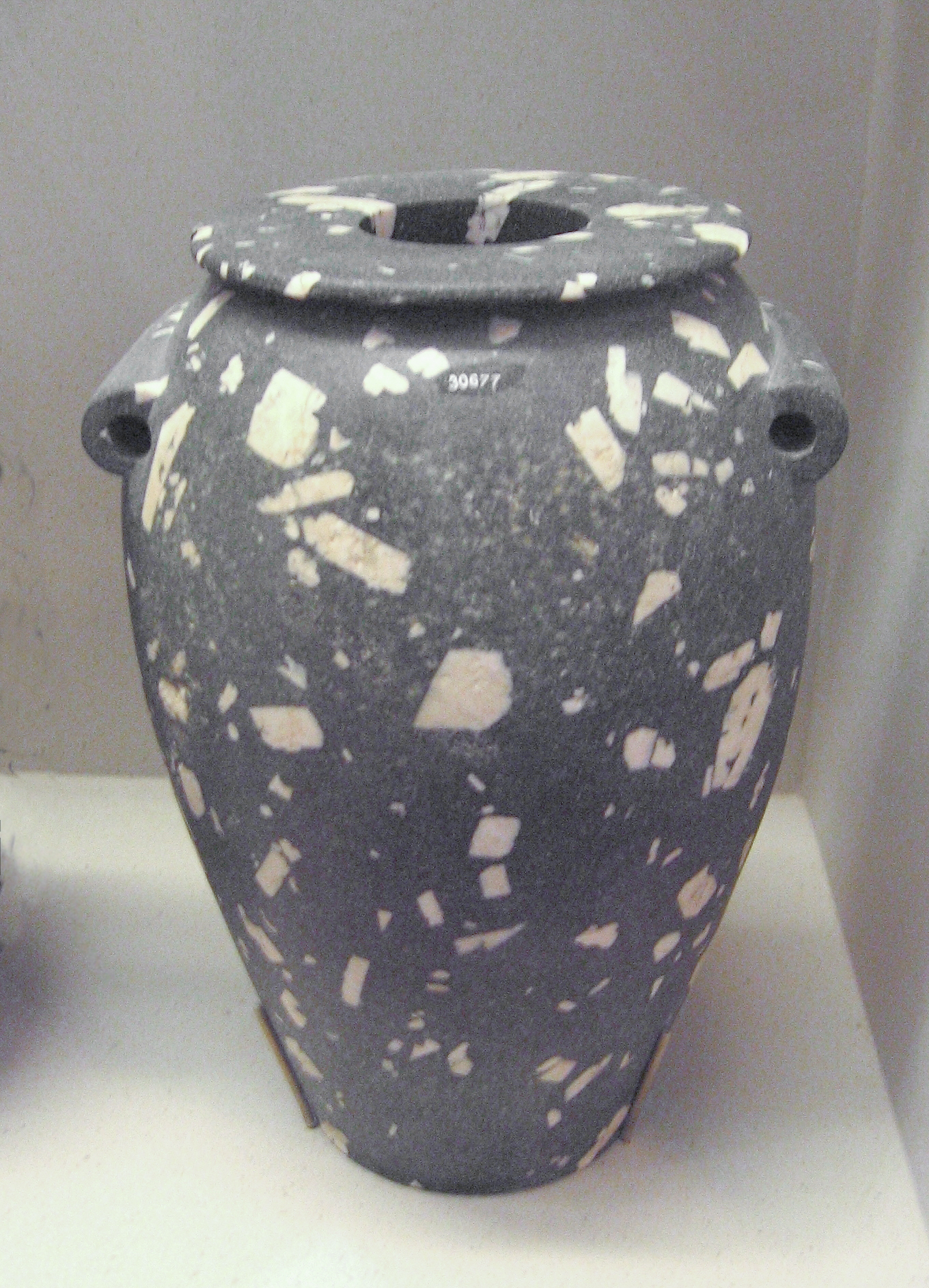
Dioritváza porfiros szövetű dioritból a Nagada-kultúra idejéből

A diorit vulkáni mélységi magmás kőzet, keletkezési mélysége 36–5 km közötti. A nagy mélységben lassan kihűlő bázikus magma nagyszemcséjű kőzetszövetet alkot. Általában feketészöld színű, homályos fényű. A földpátok az oligoklásztól az anortitig megtalálhatók benne, néha szabad kvarc is előfordul.
A diorit az 50-55%-os szilícium-dioxid-tartalma miatt a bázisos és savanyú kőzetek között éppen félúton helyezkedik el. Szövete leginkább mikrogránitos (epidiorit) de nem ritkák a makrogránitosak (vauguerit), sőt vannak porfirosak és palásak is. A mikroszemcsés és makroszemcsés, de azonos mértékben kristályos változat a holokristályos kőzetszövetek közé tartozik, a porfirosban a kristályokat amorf szerkezetű alap veszi körül, a palás jelleg finom rétegzettséget jelent.
A biotit mellett az amfibol az, ami sok változatánál döntő jelentőségben kőzetalkotó, járulékos elegyrészként ortoklász, augit, hipersztén magnetit, ilmenit, titanit, gránát, cirkon, apatit, klorit, epidot, kalcit, turmalin, pirit szerepelnek. Százalékos összetétele: kovasav (szilícium-dioxid) 51%, timföld 18%, vasoxid és oxidul 11%, mész 7%, magnézium-oxid 6%, kálium-oxid 2,5%.
A dioritokat Rosenbusch Physiographie der mass. Gesteine c. művében három alosztályba sorolja:
- biotitdiorit (csillámdiorit)
- amfiboldiorit
- augitdiorit (ez utóbbi átmenetet képez a diabázhoz)

Mindegyikben előfordulhat kvarc, de hiányozhat is.
A diorit az egyik legkeményebb kőzet, ezért nagyon nehéz faragni és dolgozni vele. Azonban a keménysége azt is lehetővé teszi, hogy jól alkalmazható munkaeszközként, fényes csiszolást és jó minőségű munkadarabot biztosít a megmunkálás végén. Annyira kemény, hogy ősi civilizációk (mint például az ókori Egyiptom) diorit és dolerit eszközöket használtak a bazalt megmunkálásához. A dioritból készített tárgyak és eszközök kialakítása az egyik legfáradságosabb munka lehetett.